# 상장중학교
상장중학교(上長中學校)는 대한민국 강원특별자치도 태백시 황지동에 있는 공립 중학교이다.

## 학교 연혁
- 1983년 12월 31일 : 상장중학교 설립인가 (30학급)
- 1984년 3월 2일 : 입학식
- 1984년 5월 15일 : 개교식
- 1985년 3월 1일 : 특수반 1학급 증설
- 1999년 11월 19일 : 상장중 복싱부 창단
- 2003년 5월 28일 : 상장중 발명교실 선정
- 2023년 9월 1일 : 제18대 원영민 교장 취임
- 2025년 1월 16일 : 제39회 졸업식(졸업생 63명, 총 6,815명)
- 2025년 3월 4일 : 제42회 입학식(49명)

## 참고 자료
- 상장중학교 - 한국교육학술정보원 학교알리미